# فاکسین
فاکسین (به لاتین: Fuxin) یک شهر مرکزی در جمهوری خلق چین است که در لیائونینگ واقع شده‌است.

## خصوصیات
فاکسین ۱۰٬۴۴۵ کیلومترمربع مساحت و ۱٬۸۱۹٬۳۳۹ نفر جمعیت دارد.